# Глебково (Вологодская область)
Глебково — деревня в Бабушкинском районе Вологодской области.
Входит в состав Миньковского сельского поселения, с точки зрения административно-территориального деления — в Кулибаровский сельсовет.
Расстояние до районного центра села имени Бабушкина по автодороге составляет 31 км, до центра муниципального образования Миньково по прямой — 7 км. Ближайшие населённые пункты — Горка, Кулибарово, Бережок.
Население по данным переписи 2002 года — 37 человек (18 мужчин, 19 женщин). Преобладающая национальность — русские (95 %).
В Глебково расположены памятники архитектуры амбар зерновой, дом Секушина.